# مصفوفة مولر

## تعريف
مصفوفة مولر هي مصفوفة مربعة رباعية البعد، تعبر عن العلاقة بين شعاع ستوكس الخارج So وشعاع ستوكس الداخل من منظومة بصرية أو جسم مرئي في استقطاب الضوء. فإذا عرفنا أن شعاع ستوكس يمثل استقطاب الحزمة الضوئية، فإن مصفوفة مولر تمثل العنصر البصري أو المنظومة البصرية. وهي منسوبة إلى هانس مولر الذي قدمها أول مرة عام 1943.
{\displaystyle {\vec {S}}_{o}=\mathrm {M} {\vec {S}}_{i}\ .}
خلافاً لمصفوفة جونز تسمح مصفوفة مولر بالتعامل مع الضوء المستقطب جزئياً أو غير المستقطب. وهي صيغة أعم من مصفوفة جونز.
فيما يلي قائمة من مصفوفات مولر للعناصر البصرية الاستقطابية الرئيسية :
{\displaystyle {t \over 2}{\begin{pmatrix}1&1&0&0\\1&1&0&0\\0&0&0&0\\0&0&0&0\end{pmatrix}}\quad } مقطب خطي أفقي
حيث t تمثل نفوذية العنصر.
{\displaystyle {t \over 2}{\begin{pmatrix}1&-1&0&0\\-1&1&0&0\\0&0&0&0\\0&0&0&0\end{pmatrix}}\quad } مقطب خطي شاقولي
{\displaystyle {t \over 2}{\begin{pmatrix}1&0&1&0\\0&0&0&0\\1&0&1&0\\0&0&0&0\end{pmatrix}}\quad } مقطب خطي 45°
{\displaystyle {t \over 2}{\begin{pmatrix}1&0&-1&0\\0&0&0&0\\-1&0&1&0\\0&0&0&0\end{pmatrix}}\quad } مقطب خطي -45°
{\displaystyle {t \over 2}{\begin{pmatrix}1&C&S&0\\C&C^{2}&CS&0\\S&CS&S^{2}&0\\0&0&0&0\end{pmatrix}}\quad } مقطب خطي بزاوية p°،
حيث :{\displaystyle C=cos2p}
و
{\displaystyle S=sin2p}
{\displaystyle {\begin{pmatrix}1&0&0&0\\0&1&0&0\\0&0&0&-1\\0&0&1&0\end{pmatrix}}\quad } صفيحة مؤخرة ربع موجة (المحور السريع شاقولي)
{\displaystyle {\begin{pmatrix}1&0&0&0\\0&1&0&0\\0&0&0&-1\\0&0&1&0\end{pmatrix}}\quad } صفيحة مؤخرة ربع موجة (تأخير 90°) (المحور السريع أفقي)
{\displaystyle {\begin{pmatrix}1&0&0&0\\0&1&0&0\\0&0&-1&0\\0&0&0&-1\end{pmatrix}}\quad } صفيحة مؤخرة نصف موجة (تأخير 180°) (المحور السريع شاقولي)
{\displaystyle {\begin{pmatrix}1&0&0&0\\0&1&0&0\\0&0&cosd&-sind\\0&0&sind&cosd\end{pmatrix}}\quad } صفيحة مؤخرة بتأخير d (المحور السريع أفقي)
{\displaystyle {\begin{pmatrix}1&0&0&0\\0&C^{2}+S^{2}.cosd&CS(1-cosd)&S.sind\\0&CS(1-cosd)&C^{2}+S^{2}.cosd&-C.sind\\0&-S.sind&C.sind&cosd\end{pmatrix}}\quad } صفيحة مؤخرة بتأخير d (المحور السريع بزاوية r)
حيث :{\displaystyle C=cos2r}
و
{\displaystyle S=sin2r}